# Estación Sarandí
Sarandí es una estación ferroviaria de la localidad homónima, partido de Avellaneda, Gran Buenos Aires, Argentina.

## Servicios

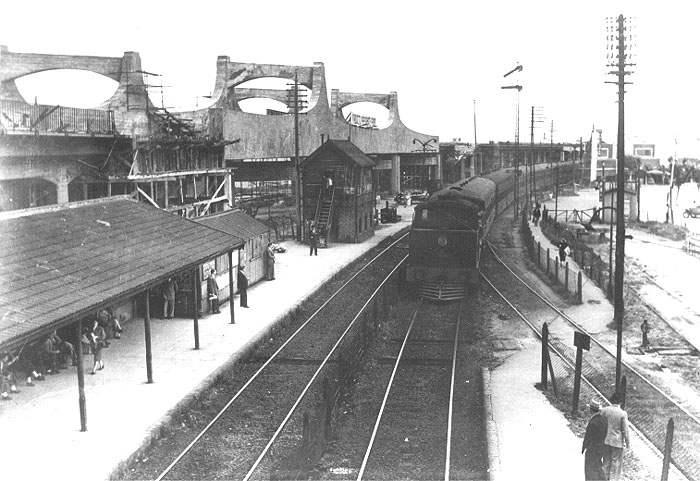
Tercer edificio de la estación General Mitre (1888) F.C.B.A.P.E., Se puede observar junto a ella el viaducto, entonces en construcción, donde se encuentra ubicada la actual Estación Sarandí.

Es estación intermedia del servicio eléctrico metropolitano de la Línea General Roca a las estaciones La Plata que es la ciudad y capital de la provincia de Buenos Aires y de la Bosques. Posee 2 andenes para las formaciones eléctricas (Desde febrero del 2016).
El 6 de septiembre de 2015 se corrió la última formación diesel a La Plata pasando por esta estación suspendiéndola al día siguiente para la instalación eléctrica que fue finalizada en febrero de 2016.

## Ubicación
Se encuentra a alto nivel respecto a la Avenida Mitre, justo al terminar el viaducto proveniente de Avellaneda. El estadio del Club Arsenal de Sarandí se encuentra a pocas calles de la estación, la cual se encontraba a nivel de la calle antes de la inauguración del Viaducto, en 1953.

## Infraestructura
Consta de una plataforma central con dos andenes, elevada recientemente para las formaciones eléctricas.

## Toponimia

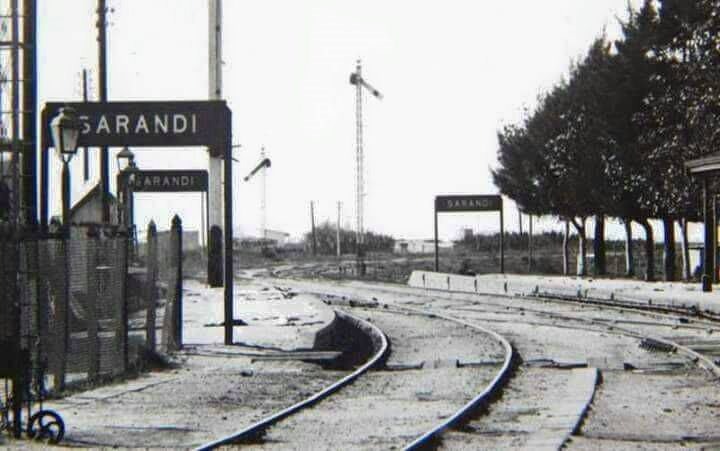
La estación original, a nivel.

La estación fue construida por el Ferrocarril Buenos Aires y Ensenada, habilitada con el servicio a Quilmes el 18 de abril de 1872 con el nombre de General Mitre. Fue renombrada Sarandí en 1906, luego del fallecimiento del expresidente Bartolomé Mitre y aprovechando este suceso para evitar confusiones de nomenclatura. El nombre se debe al arroyo cercano a la estación que recuerda al arbusto que crecía en sus orillas. Este edificio fue reemplazado en dos oportunidades hasta que 1888 se construye el de mampostería que fue demolido por las obras del Viaducto Sarandí en el año 1952 y fue una de las obras que fueron realizadas durante la gestión del entonces gobernador Mercante y el entonces presidente Juan Domingo Peron.

## Diagrama
| Vía 1              | Trenes a La Plata provenientes de Constitución (próxima Villa Domínico) Trenes a Bosques provenientes de Constitución vía Quilmes (próxima Villa Domínico)                       |
| Plataforma central | |
| Vía 2              | Trenes a Constitución provenientes de La Plata (próxima D. Santillán y M. Kosteki) Trenes a Constitución provenientes de Bosques vía Quilmes (próxima D. Santillán y M. Kosteki) |